# Stenoma
Stenoma es un género de polillas de la familia	Depressariidae. La especie tipo es Stenoma litura, la cual fue descrita por Philipp Christoph Zeller en 1839.

## Distribución
Se distribuye por el continente americano.

## Ejemplares del género

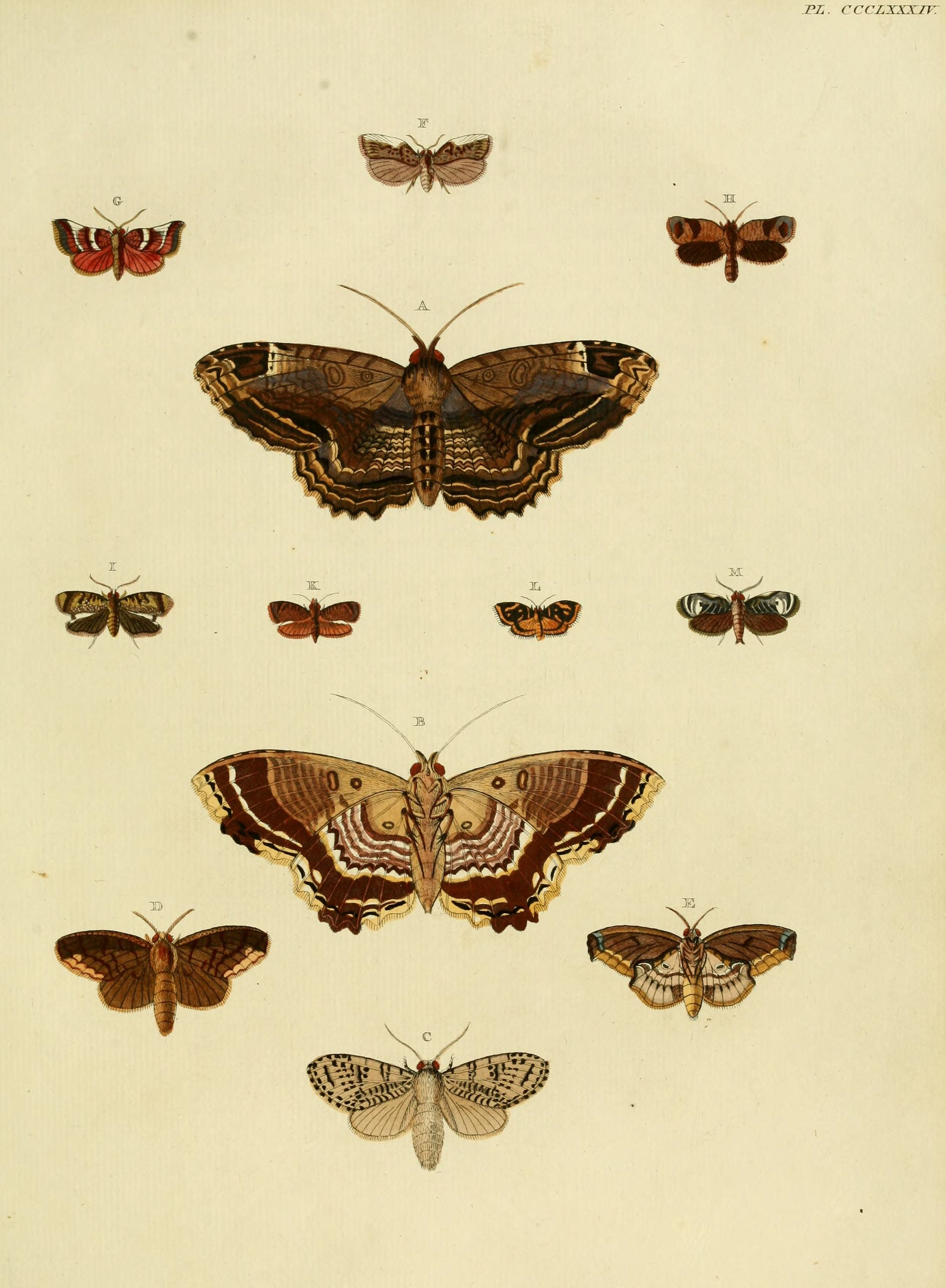
Stenoma klemaniana (I)
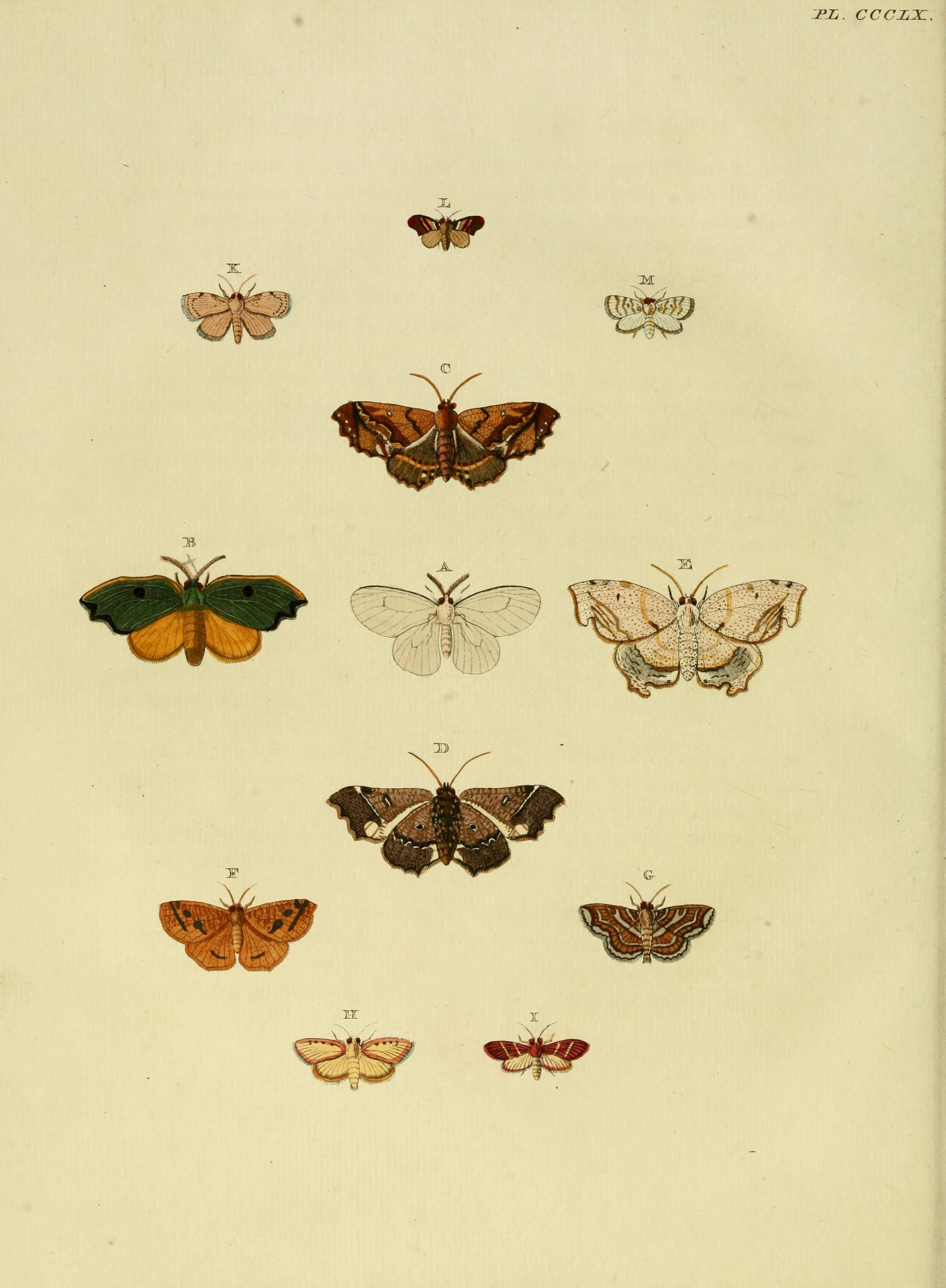
Stenoma meyeriana (K)
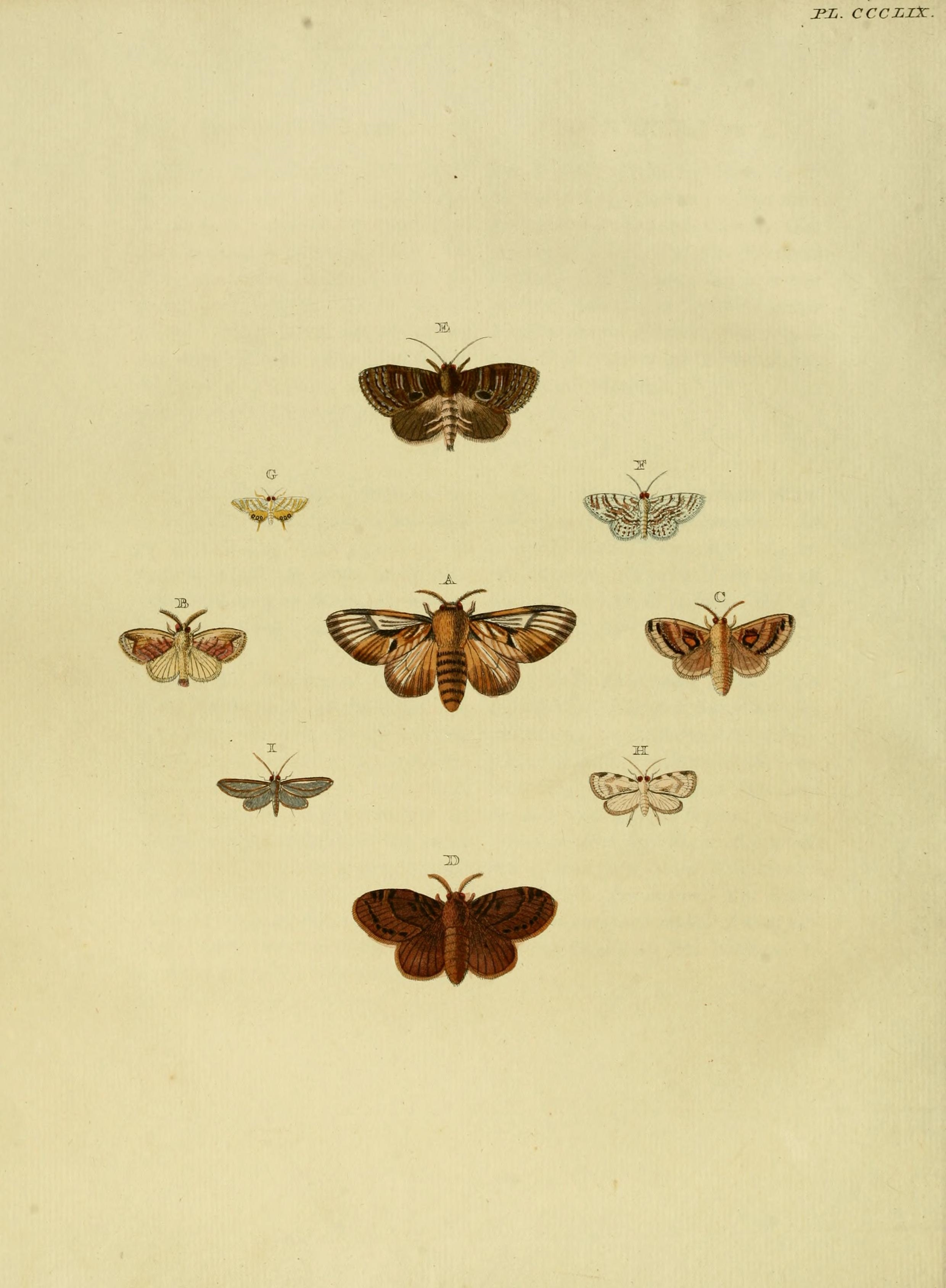
Stenoma seppiana (H)

## Especies
Todas las especies:
- Stenoma abductella Walker, 1864
- Stenoma accurata  Meyrick, 1916
- Stenoma acontiella  Walker, 1864
- Stenoma acratodes  Meyrick, 1916
- Stenoma acribota  Meyrick, 1930
- Stenoma acridula  Meyrick, 1918
- Stenoma acrosticta  Walsingham, 1913
- Stenoma actista  Meyrick, 1913
- Stenoma adminiculata  Meyrick, 1915
- Stenoma admixta  Walsingham, 1913
- Stenoma adoratrix  Meyrick, 1925
- Stenoma adornata  Meyrick, 1915
- Stenoma adulans  Meyrick, 1925
- Stenoma adustella  Walker, 1864
- Stenoma adytodes  Meyrick, 1925
- Stenoma aerinotata  Butler, 1882
- Stenoma affinis  Felder, 1875
- Stenoma affirmatella  Busck, 1914
- Stenoma agathelpis  Meyrick, 1932
- Stenoma aggerata  Meyrick, 1915
- Stenoma aggravata  Meyrick, 1916
- Stenoma aggregata  Meyrick, 1916
- Stenoma agraria Meyrick, 1925
- Stenoma agrioschista  Meyrick, 1927
- Stenoma albanus  Walsingham, 1897
- Stenoma albicilla  Zeller, 1854
- Stenoma albida  Walker, 1864
- Stenoma albilimbella  Felder & Rogenhofer, 1875
- Stenoma albitincta  Meyrick, 1930
- Stenoma alligans  Butler, 1882
- Stenoma alluvialis  Meyrick, 1925
- Stenoma ambiens  Meyrick, 1922
- Stenoma ammodes  Walsingham, 1913
- Stenoma amphiptera  Meyrick, 1913
- Stenoma anaphanta  Meyrick, 1925
- Stenoma anaxesta  Meyrick, 1915
- Stenoma anceps  Butler, 1882
- Stenoma ancillaris  Meyrick, 1916
- Stenoma anconitis  Meyrick, 1915
- Stenoma ancylacma  Meyrick, 1925
- Stenoma anetodes  Meyrick, 1915
- Stenoma annosa  Butler, 1882
- Stenoma antilyra  Meyrick, 1925
- Stenoma antitacta  Meyrick, 1925
- Stenoma aphrophanes  Meyrick, 1929
- Stenoma aplytopis  Meyrick, 1930
- Stenoma apsorrhoa  Meyrick, 1915
- Stenoma aptila  Meyrick, 1915
- Stenoma arachnia  Meyrick, 1915
- Stenoma aratella  Walker, 1864
- Stenoma arenaria  Walsingham, 1913
- Stenoma arenosa  Meyrick, 1916
- Stenoma argillacea  Zeller, 1877
- Stenoma argocorys  Meyrick, 1931
- Stenoma argospora  Meyrick, 1915
- Stenoma argotoma  Meyrick, 1915
- Stenoma armata  Zeller, 1877
- Stenoma armiferella  Walker, 1864
- Stenoma arridens  Meyrick, 1931
- Stenoma ascodes  Meyrick, 1915
- Stenoma asphalopis  Meyrick, 1925
- Stenoma assignata  Meyrick, 1918
- Stenoma associata  Meyrick, 1925
- Stenoma astacopis  Meyrick, 1930
- Stenoma astronoma  Meyrick, 1909
- Stenoma aterpes  Walsingham, 1913
- Stenoma atmodes  Meyrick, 1915
- Stenoma atmospora  Meyrick, 1925
- Stenoma atricassis  Meyrick, 1916
- Stenoma augescens  Meyrick, 1925
- Stenoma auricoma  Meyrick, 1930
- Stenoma avida  Meyrick, 1915
- Stenoma aztecana  Walsingham, 1913
- Stenoma balanoptis  Meyrick, 1932
- Stenoma baliandra  Meyrick, 1915
- Stenoma basiferella  Walker, 1864
- Stenoma basirubrella  Walker, 1864
- Stenoma bathrocentra  Meyrick, 1915
- Stenoma bathrogramma  Meyrick, 1912
- Stenoma bathrotoma  Meyrick, 1925
- Stenoma bathyntis  Meyrick, 1931
- Stenoma bathyphaea  Meyrick, 1932
- Stenoma benigna  Meyrick, 1916
- Stenoma biannulata  Meyrick, 1930
- Stenoma bicensa  Meyrick, 1915
- Stenoma bilinguis  Meyrick, 1918
- Stenoma binodis  Meyrick, 1915
- Stenoma biseriata  Zeller, 1877
- Stenoma bisignata  Meyrick, 1916
- Stenoma blanduja  Meyrick, 1915
- Stenoma bolistis  Meyrick, 1925
- Stenoma bracatingae  Köhler, 1943
- Stenoma brevisella  Walker, 1864
- Stenoma bryocosma  Meyrick, 1916
- Stenoma bryoxyla  Meyrick, 1915
- Stenoma butyrota  Meyrick, 1929
- Stenoma byrsinitis  Meyrick, 1912
- Stenoma byssina  Zeller, 1855
- Stenoma bythitis  Meyrick, 1915
- Stenoma caenochytis  Meyrick, 1925
- Stenoma caesarea  Meyrick, 1915
- Stenoma caesia  Meyrick, 1915
- Stenoma caliginea  Meyrick, 1930
- Stenoma callicoma  Meyrick, 1916
- Stenoma camarodes  Meyrick, 1915
- Stenoma camptospila  Meyrick, 1925
- Stenoma cana  Felder, 1875
- Stenoma canonias  Meyrick, 1913
- Stenoma cantatrix  Meyrick, 1925
- Stenoma capnobola  Meyrick, 1913
- Stenoma capnocoma  Meyrick, 1931
- Stenoma capnocrossa  Meyrick, 1925
- Stenoma capsiformis  Meyrick, 1930
- Stenoma carabodes  Meyrick, 1915
- Stenoma carbasea  Meyrick, 1915
- Stenoma caryodesma  Meyrick, 1925
- Stenoma caryograpta  Meyrick, 1930
- Stenoma cassigera  Meyrick, 1915
- Stenoma castellana  Meyrick, 1916
- Stenoma catapsecta  Meyrick, 1915
- Stenoma catenifer  Walsingham, 1912
- Stenoma catharmosta  Meyrick, 1915
- Stenoma cathosiota  Meyrick, 1925
- Stenoma cecropia  Meyrick, 1916
- Stenoma censoria  Meyrick, 1915
- Stenoma centrodina  Meyrick, 1916
- Stenoma certiorata  Meyrick, 1932
- Stenoma chalepa  Walsingham, 1913
- Stenoma chalinophanes  Meyrick, 1931
- Stenoma chalybaeella  Walker, 1864
- Stenoma charitarcha  Meyrick, 1915
- Stenoma chilosema  Meyrick, 1918
- Stenoma chionodora  Meyrick, 1915
- Stenoma chionogramma  Meyrick, 1909
- Stenoma chloromis  Meyrick, 1915
- Stenoma chloroplaca  Meyrick, 1915
- Stenoma chlorotrota  Meyrick, 1932
- Stenoma chloroxantha  Meyrick, 1925
- Stenoma cholerocrossa  Meyrick, 1930
- Stenoma choleroptila  Meyrick, 1915
- Stenoma chromatopa  Meyrick, 1930
- Stenoma chromolitha  Meyrick, 1925
- Stenoma chromotechna  Meyrick, 1925
- Stenoma chrysogastra  Meyrick, 1915
- Stenoma cirrhogramma  Meyrick, 1930
- Stenoma cirrhoxantha  Meyrick, 1915
- Stenoma citrophaea  Meyrick, 1931
- Stenoma citroxantha  Meyrick, 1916
- Stenoma claripennis  Busck, 1914
- Stenoma clavifera  Meyrick, 1912
- Stenoma clysmographa  Meyrick, 1925
- Stenoma cnemosaris  Meyrick, 1925
- Stenoma codicata  Meyrick, 1916
- Stenoma colligata  Meyrick, 1915
- Stenoma colposaris  Meyrick, 1925
- Stenoma columbaris  Meyrick, 1909
- Stenoma comma  Busck, 1911
- Stenoma comosa  Walsingham, 1912
- Stenoma complanella  Walsingham, 1891
- Stenoma completella  Walker, 1864
- Stenoma compsocharis  Meyrick, 1925
- Stenoma compsocoma  Meyrick, 1930
- Stenoma compsoneura  Meyrick, 1925
- Stenoma condemnatrix  Meyrick, 1930
- Stenoma congressella  Walker, 1864
- Stenoma congrua  Meyrick, 1925
- Stenoma coniopa  Meyrick, 1925
- Stenoma coniophaea  Meyrick, 1930
- Stenoma consobrina  Meyrick, 1915
- Stenoma consociella  Walker, 1864
- Stenoma consonella  Busck, 1935
- Stenoma constituta  Meyrick, 1925
- Stenoma constricta  Meyrick, 1926
- Stenoma contophora  Meyrick, 1915
- Stenoma contortella  Walker, 1864
- Stenoma contumax  Meyrick, 1916
- Stenoma conturbatella  Walker, 1864
- Stenoma conveniens  Meyrick, 1925
- Stenoma cora  Busck, 1914
- Stenoma crambina  Busck, 1920
- Stenoma crambitella  Walsingham, 1889
- Stenoma cremastis  Meyrick, 1925
- Stenoma crepitana  Meyrick, 1918
- Stenoma cretifera  Felder, 1875
- Stenoma crocoptila  Meyrick, 1915
- Stenoma crocosticta  Meyrick, 1925
- Stenoma crocuta  Felder, 1875
- Stenoma crypsangela  Meyrick, 1932
- Stenoma crypsastra  Meyrick, 1915
- Stenoma crypsetaera  Meyrick, 1925
- Stenoma crypsiphaea  Meyrick, 1925
- Stenoma crypsiphragma  Meyrick, 1909
- Stenoma crypsithias  Meyrick, 1930
- Stenoma curtipennis  Butler, 1882
- Stenoma cyanarcha  Meyrick, 1915
- Stenoma cycloptila  Meyrick, 1915
- Stenoma cycnographa  Meyrick, 1930
- Stenoma cycnolopha  Meyrick, 1925
- Stenoma cymbalista  Meyrick, 1918
- Stenoma cymogramma  Meyrick, 1925
- Stenoma cyphoxantha  Meyrick, 1931
- Stenoma dasyneura  Meyrick, 1922
- Stenoma decora  Zeller, 1854
- Stenoma delenita  Meyrick, 1915
- Stenoma delphinodes  Meyrick, 1925
- Stenoma deltomis  Meyrick, 1925
- Stenoma dentella  Fabricius, 1794
- Stenoma desecta  Meyrick, 1918
- Stenoma desidiosa  Meyrick, 1925
- Stenoma destillata  Zeller, 1877
- Stenoma deuteropa  Meyrick, 1931
- Stenoma diacta  Meyrick, 1916
- Stenoma diametrica  Meyrick, 1926
- Stenoma dicentra  Meyrick, 1913
- Stenoma dictyogramma  Meyrick, 1932
- Stenoma diffinis  Felder, 1875
- Stenoma dilinopa  Meyrick, 1925
- Stenoma diplosaris  Meyrick, 1915
- Stenoma dirempta  Zeller, 1855
- Stenoma discrepans  Meyrick, 1925
- Stenoma disjecta  Zeller, 1854
- Stenoma dispilella  Walker, 1866
- Stenoma dissona  Meyrick, 1925
- Stenoma doleropis  Meyrick, 1915
- Stenoma dorcadopa  Meyrick, 1916
- Stenoma dromica  Meyrick, 1925
- Stenoma dryaula  Meyrick, 1925
- Stenoma dryoconis  Meyrick, 1930
- Stenoma dryocosma  Meyrick, 1918
- Stenoma dryoscia  Meyrick, 1932
- Stenoma dryotechna  Meyrick, 1915
- Stenoma ebria  Meyrick, 1915
- Stenoma elaeodes  Walsingham, 1913
- Stenoma elaeurga  Meyrick, 1926
- Stenoma elatior  Felder, 1875
- Stenoma embythia  Meyrick, 1916
- Stenoma eminens  Meyrick, 1918
- Stenoma eminula  Meyrick, 1915
- Stenoma emphanes  Meyrick, 1917
- Stenoma emphatica  Meyrick, 1916
- Stenoma empyrota  Meyrick, 1915
- Stenoma endochra  Meyrick, 1925
- Stenoma entephras  Meyrick, 1915
- Stenoma enumerata  Meyrick, 1932
- Stenoma epicnesta  Meyrick, 1915
- Stenoma epicrossa  Meyrick, 1932
- Stenoma epicta  Walsingham, 1912
- Stenoma epipacta  Meyrick, 1915
- Stenoma eriacma  Meyrick, 1915
- Stenoma erotarcha  Meyrick, 1915
- Stenoma erotica  Meyrick, 1916
- Stenoma eumenodora  Meyrick, 1937
- Stenoma eusticta  Meyrick, 1916
- Stenoma eva  Meyrick, 1915
- Stenoma evanescens  Butler, 1882
- Stenoma exarata  Zeller, 1854
- Stenoma exasperata  Meyrick, 1916
- Stenoma exempta  Meyrick, 1925
- Stenoma exhalata  Meyrick, 1915
- Stenoma expansa  Meyrick, 1915
- Stenoma expilata  Meyrick, 1915
- Stenoma explicita  Meyrick, 1930
- Stenoma externella  Walker, 1864
- Stenoma faecosa  Felder, 1875
- Stenoma fallax  Butler, 1882
- Stenoma falsidica  Meyrick, 1915
- Stenoma farraria  Meyrick, 1915
- Stenoma favillata  Meyrick, 1915
- Stenoma felix  Busck, 1914
- Stenoma fenestra  Busck, 1914
- Stenoma ferculata  Meyrick, 1922
- Stenoma fermentata  Meyrick, 1916
- Stenoma ferrocanella  Walker, 1864
- Stenoma figularis  Meyrick, 1918
- Stenoma filiferella  Walker, 1864
- Stenoma finitrix  Meyrick, 1925
- Stenoma flavicosta  Felder, 1875
- Stenoma flexibilis  Meyrick, 1916
- Stenoma fluminata  Meyrick, 1912
- Stenoma forreri  Walsingham, 1913
- Stenoma fractinubes  Walsingham, 1912
- Stenoma fraterna  Felder, 1875
- Stenoma frondifer  Busck, 1914
- Stenoma fulcrata  Meyrick, 1915
- Stenoma fulminata  Meyrick, 1916
- Stenoma funerana  Sepp, 1830
- Stenoma fusistrigella  Walker, 1864
- Stenoma futura  Meyrick, 1912
- Stenoma gemellata  Meyrick, 1916
- Stenoma genetta  Felder, 1875
- Stenoma germinans  Meyrick, 1925
- Stenoma glaphyrodes  Meyrick, 1913
- Stenoma glaucescens  Meyrick, 1916
- Stenoma graphica  Busck, 1920
- Stenoma graphiphorella  Walker, 1864
- Stenoma graphopterella  Walker, 1864
- Stenoma gubernata  Meyrick, 1915
- Stenoma gymnastis  Meyrick, 1915
- Stenoma gypsoterma  Meyrick, 1915
- Stenoma habilis  Meyrick, 1915
- Stenoma halmas  Meyrick, 1925
- Stenoma haploxyla  Meyrick, 1915
- Stenoma harpoceros  Meyrick, 1930
- Stenoma hebes  Dognin, 1905
- Stenoma hemilampra  Meyrick, 1915
- Stenoma hemiphanta  Meyrick, 1925
- Stenoma herifuga  Meyrick, 1932
- Stenoma heterosaris  Meyrick, 1915
- Stenoma heterosema  Meyrick, 1930
- Stenoma heteroxantha  Meyrick, 1931
- Stenoma hexascia  Meyrick, 1925
- Stenoma himerodes  Meyrick, 1916
- Stenoma holcadica  Meyrick, 1916
- Stenoma homala  Walsingham, 1912
- Stenoma hopfferi  Zeller, 1854
- Stenoma hoplitica  Meyrick, 1925
- Stenoma horizontias  Meyrick, 1925
- Stenoma horocharis  Meyrick, 1930
- Stenoma horocyma  Meyrick, 1925
- Stenoma horometra  Meyrick, 1925
- Stenoma hospitalis  Meyrick, 1915
- Stenoma humerella  Walker, 1864
- Stenoma hyacinthitis  Meyrick, 1930
- Stenoma hyalocryptis  Meyrick, 1930
- Stenoma hyalophanta  Meyrick, 1932
- Stenoma hydraena  Meyrick, 1916
- Stenoma hydrelaeas  Meyrick, 1931
- Stenoma hypocirrha  Meyrick, 1930
- Stenoma iatma  Meyrick, 1915
- Stenoma icteropis  Meyrick, 1925
- Stenoma ignobilis  Zeller, 1854
- Stenoma illucidella  Walker, 1864
- Stenoma immersa Walsingham, 1913
- Stenoma imminens  Meyrick, 1915
- Stenoma immunda  Zeller, 1854
- Stenoma impactella  Walker, 1864
- Stenoma impedita  Meyrick, 1915
- Stenoma impressella  Busck, 1914
- Stenoma impurata  Meyrick, 1915
- Stenoma inardescens  Meyrick, 1925
- Stenoma incitatrix  Meyrick, 1925
- Stenoma indecora  Zeller, 1854
- Stenoma indicatella  Walker, 1864
- Stenoma infecta  Meyrick, 1930
- Stenoma inflata  Butler, 1882
- Stenoma infrenata  Meyrick, 1918
- Stenoma infusa  Meyrick, 1916
- Stenoma injucunda  Meyrick, 1925
- Stenoma innexa  Meyrick, 1925
- Stenoma insidiata  Meyrick, 1916
- Stenoma intermedia  Felder, 1875
- Stenoma intersecta  Meyrick, 1916
- Stenoma inturbatella  Walker, 1864
- Stenoma involucralis  Meyrick, 1931
- Stenoma invulgata  Meyrick, 1915
- Stenoma iocoma  Meyrick, 1915
- Stenoma iopercna  Meyrick, 1932
- Stenoma ioptila  Meyrick, 1915
- Stenoma iostalacta  Meyrick, 1925
- Stenoma irascens  Meyrick, 1930
- Stenoma irenias  Meyrick, 1916
- Stenoma isabella  Felder, 1875
- Stenoma ischioptila  Meyrick, 1925
- Stenoma ischnoscia  Meyrick, 1932
- Stenoma isochyta  Meyrick, 1915
- Stenoma isomeris  Meyrick, 1912
- Stenoma isoplintha  Meyrick, 1925
- Stenoma isosticta  Meyrick, 1932
- Stenoma javarica  Butler, 1882
- Stenoma jucunda  Meyrick, 1915
- Stenoma juvenalis  Meyrick, 1930
- Stenoma klemaniana  Stoll, 1781
- Stenoma lacera  Zeller, 1877
- Stenoma laetifica  Busck, 1920
- Stenoma laeviuscula  Zeller, 1877
- Stenoma lapidea  Meyrick, 1916
- Stenoma latipennis  Zeller, 1877
- Stenoma latitans  Dognin, 1905
- Stenoma lavata  Walsingham, 1913
- Stenoma laxa  Meyrick, 1915
- Stenoma lembifera  Meyrick, 1915
- Stenoma leontodes  Meyrick, 1915
- Stenoma lepidocarpa  Meyrick, 1930
- Stenoma leprosa  Felder, 1875
- Stenoma leptogma  Meyrick, 1925
- Stenoma leucana  Sepp, 1850
- Stenoma leucaniella  Walker, 1864
- Stenoma leucocryptis  Meyrick, 1932
- Stenoma leucophaeella  Walker, 1864
- Stenoma leucosaris  Meyrick, 1925
- Stenoma lianthes  Meyrick, 1932
- Stenoma libertina  Meyrick, 1916
- Stenoma licmaea  Meyrick, 1915
- Stenoma lithogypsa  Meyrick, 1932
- Stenoma lithoxesta  Meyrick, 1915
- Stenoma litura  Zeller, 1839
- Stenoma lophoptycha  Meyrick, 1925
- Stenoma lophosaris  Meyrick, 1925
- Stenoma loxogrammos  Zeller, 1854
- Stenoma lucidiorella  Walker, 1864
- Stenoma lucrosa  Meyrick, 1925
- Stenoma luctifica  Zeller, 1877
- Stenoma luscina  Zeller, 1877
- Stenoma lutulenta  Zeller, 1877
- Stenoma machinatrix  Meyrick, 1925
- Stenoma macraulax  Meyrick, 1930
- Stenoma macronota  Meyrick, 1912
- Stenoma macroptycha  Meyrick, 1930
- Stenoma malacoxesta  Meyrick, 1930
- Stenoma manceps  Meyrick, 1925
- Stenoma marcida  Butler, 1882
- Stenoma marginata  Busck, 1914
- Stenoma megaspilella  Walker, 1864
- Stenoma melanesia  Meyrick, 1912
- Stenoma melanixa  Meyrick, 1912
- Stenoma melanocrypta  Meyrick, 1915
- Stenoma melanopis  Meyrick, 1909
- Stenoma melema  Walsingham, 1913
- Stenoma meligrapta  Meyrick, 1925
- Stenoma melinopa  Meyrick, 1925
- Stenoma melixesta  Meyrick, 1925
- Stenoma mendax  Zeller, 1855
- Stenoma menestella  Walsingham, 1913
- Stenoma meridiana  Meyrick, 1915
- Stenoma meridogramma  Meyrick, 1930
- Stenoma mesosaris  Meyrick, 1925
- Stenoma methystica  Meyrick, 1930
- Stenoma metroleuca  Meyrick, 1930
- Stenoma meyeriana  Cramer, 1782
- Stenoma microtypa  Meyrick, 1915
- Stenoma milichodes  Meyrick, 1915
- Stenoma minor  Busck, 1914
- Stenoma miseta  Walsingham, 1913
- Stenoma mistrella  Busck, 1907
- Stenoma mniodora  Meyrick, 1925
- Stenoma modulata  Meyrick, 1915
- Stenoma monosaris  Meyrick, 1915
- Stenoma mundella  Walker, 1864
- Stenoma mundula  Meyrick, 1916
- Stenoma murinella  Walker, 1864
- Stenoma muscula  Zeller, 1877
- Stenoma mustela  Walsingham, 1912
- Stenoma myrochroa  Meyrick, 1915
- Stenoma myrodora  Meyrick, 1925
- Stenoma myrrhinopa  Meyrick, 1932
- Stenoma navicularis  Meyrick, 1930
- Stenoma neanica  Walsingham, 1913
- Stenoma neastra  Meyrick, 1915
- Stenoma nebrita  Walsingham, 1913
- Stenoma negotiosa  Meyrick, 1925
- Stenoma neocrossa  Meyrick, 1925
- Stenoma neopercna  Meyrick, 1930
- Stenoma neoptila  Meyrick, 1925
- Stenoma nephelocyma  Meyrick, 1930
- Stenoma nepheloleuca  Meyrick, 1932
- Stenoma neurocentra  Meyrick, 1925
- Stenoma nigricans  Busck, 1914
- Stenoma niphacma  Meyrick, 1916
- Stenoma nitidorella  Walker, 1864
- Stenoma niviliturella  Walker, 1864
- Stenoma nonagriella  Walker, 1864
- Stenoma notifera  Meyrick, 1915
- Stenoma notogramma  Meyrick, 1930
- Stenoma notosaris  Meyrick, 1925
- Stenoma notosemia  Zeller, 1877
- Stenoma nuntia  Meyrick, 1925
- Stenoma nycteropa  Meyrick, 1915
- Stenoma nymphas  Meyrick, 1916
- Stenoma nymphotima  Meyrick, 1931
- Stenoma obelodes  Meyrick, 1915
- Stenoma oblita  Butler, 1882
- Stenoma obmutescens  Meyrick, 1916
- Stenoma obovata  Meyrick, 1931
- Stenoma obtusa  Meyrick, 1916
- Stenoma obydella  Felder, 1875
- Stenoma oceanitis  Meyrick, 1916
- Stenoma ochlodes  Walsingham, 1912
- Stenoma ochricollis  Zeller, 1877
- Stenoma ochropa  Walsingham, 1913
- Stenoma ochrosaris  Meyrick, 1925
- Stenoma ochrothicata  Meyrick, 1925
- Stenoma octacentra  Meyrick, 1915
- Stenoma ogmolopha  Meyrick, 1930
- Stenoma ogmosaris  Meyrick, 1915
- Stenoma omphacopa  Meyrick, 1931
- Stenoma ophrysta  Meyrick, 1912
- Stenoma orgadopa  Meyrick, 1925
- Stenoma orneopis  Meyrick, 1925
- Stenoma orthocapna  Meyrick, 1912
- Stenoma orthographa  Meyrick, 1925
- Stenoma ortholampra  Meyrick, 1930
- Stenoma orthopa  Meyrick, 1932
- Stenoma orthoptila  Meyrick, 1936
- Stenoma ostodes  Walsingham, 1913
- Stenoma ovulifera  Meyrick, 1925
- Stenoma oxyschista  Meyrick, 1925
- Stenoma oxyscia  Meyrick, 1922
- Stenoma pallicosta  Felder, 1875
- Stenoma pantogenes  Meyrick, 1930
- Stenoma paracapna  Meyrick, 1915
- Stenoma paracta  Meyrick, 1915
- Stenoma paramochla  Meyrick, 1918
- Stenoma paraplecta  Meyrick, 1925
- Stenoma pardalodes  Meyrick, 1918
- Stenoma paropta  Meyrick, 1916
- Stenoma particularis  Zeller, 1877
- Stenoma patellifera  Meyrick, 1931
- Stenoma patens  Meyrick, 1913
- Stenoma patula  Meyrick, 1916
- Stenoma paurocentra  Meyrick, 1912
- Stenoma pauroconis  Meyrick, 1932
- Stenoma peccans  Butler, 1882
- Stenoma pelinitis  Meyrick, 1912
- Stenoma percnocarpa  Meyrick, 1925
- Stenoma periaula  Meyrick, 1916
- Stenoma peridesma  Meyrick, 1925
- Stenoma periphrictis  Meyrick, 1915
- Stenoma perirrhoa  Meyrick, 1930
- Stenoma periscelta  Meyrick, 1915
- Stenoma perjecta  Meyrick, 1931
- Stenoma perjura  Meyrick, 1925
- Stenoma peronia  Busck, 1913
- Stenoma perophora  Meyrick, 1915
- Stenoma persita  Meyrick, 1915
- Stenoma pertinax  Meyrick, 1915
- Stenoma petrina  Walsingham, 1912
- Stenoma phaeomistis  Meyrick, 1925
- Stenoma phaeoneura  Meyrick, 1913
- Stenoma phaeophanes  Meyrick, 1912
- Stenoma phaeoplintha  Meyrick, 1915
- Stenoma phalacropa  Meyrick, 1932
- Stenoma phaselodes  Meyrick, 1931
- Stenoma phaula  Walsingham, 1912
- Stenoma phollicodes  Meyrick, 1916
- Stenoma phortax  Meyrick, 1915
- Stenoma phyllocosma  Meyrick, 1916
- Stenoma phylloxantha  Meyrick, 1933
- Stenoma physotricha  Meyrick, 1915
- Stenoma picrantis  Meyrick, 1930
- Stenoma picta  Zeller, 1854
- Stenoma planicoma  Meyrick, 1925
- Stenoma platycolpa  Meyrick, 1915
- Stenoma platyphylla  Meyrick, 1916
- Stenoma platyterma  Meyrick, 1915
- Stenoma plebicola  Meyrick, 1918
- Stenoma pleonastes  Meyrick, 1915
- Stenoma plesistia  Meyrick, 1930
- Stenoma pleurotricha  Meyrick, 1925
- Stenoma pleximorpha  Meyrick, 1930
- Stenoma plurima  Walsingham, 1912
- Stenoma polyglypta  Meyrick, 1915
- Stenoma porphyrastis  Meyrick, 1915
- Stenoma praecauta  Meyrick, 1916
- Stenoma praeceps  Meyrick, 1915
- Stenoma pratifera  Meyrick, 1925
- Stenoma procritica  Meyrick, 1925
- Stenoma projecta  Meyrick, 1915
- Stenoma promotella  Zeller, 1877
- Stenoma prosora  Walsingham, 1912
- Stenoma psalmographa  Meyrick, 1931
- Stenoma psilomorpha  Meyrick, 1915
- Stenoma ptilallactis  Meyrick, 1930
- Stenoma ptychobathra  Meyrick, 1930
- Stenoma ptychocentra  Meyrick, 1916
- Stenoma ptychophthalma  Meyrick, 1930
- Stenoma punicea  Meyrick, 1916
- Stenoma pustulatella  Walker, 1864
- Stenoma pyramidea  Walsingham, 1913
- Stenoma pyrgota  Meyrick, 1930
- Stenoma pyrobathra  Meyrick, 1931
- Stenoma pyrrhias  Meyrick, 1915
- Stenoma pyrrhonota  Meyrick, 1915
- Stenoma quadratella  Walsingham, 1913
- Stenoma quadratella  Walker, 1864
- Stenoma quiescens  Meyrick, 1916
- Stenoma receptella  Walker, 1864
- Stenoma recondita  Meyrick, 1915
- Stenoma rectificata  Meyrick, 1925
- Stenoma recurrens  Meyrick, 1925
- Stenoma redintegrata  Meyrick, 1925
- Stenoma regesta  Meyrick, 1926
- Stenoma relata  Meyrick, 1925
- Stenoma remorsa  Meyrick, 1925
- Stenoma residuella  Zeller, 1877
- Stenoma reticens  Meyrick, 1917
- Stenoma rhipidaula  Meyrick, 1915
- Stenoma rhodocolpa  Meyrick, 1916
- Stenoma rhothiodes  Meyrick, 1915
- Stenoma rita  Busck, 1920
- Stenoma robiginosa  Meyrick, 1925
- Stenoma rosa  Busck, 1911
- Stenoma rosacea  Butler, 1882
- Stenoma rostriformis  Meyrick, 1916
- Stenoma salome  Busck, 1911
- Stenoma salubris  Meyrick, 1925
- Stenoma satelles  Meyrick, 1925
- Stenoma scapularis  Meyrick, 1918
- Stenoma sceptrifera  Meyrick, 1916
- Stenoma scieromis  Meyrick
- Stenoma sciocnesta  Meyrick, 1925
- Stenoma sciogama  Meyrick, 1930
- Stenoma sciospila  Meyrick, 1930
- Stenoma scitiorella  Walker, 1864
- Stenoma scoliandra  Meyrick, 1915
- Stenoma scolopacina  Walsingham, 1913
- Stenoma scoriodes  Meyrick, 1915
- Stenoma scortea  Meyrick, 1915
- Stenoma secundata  Meyrick, 1925
- Stenoma seducta  Meyrick, 1918
- Stenoma segmentata  Meyrick, 1915
- Stenoma sematopa  Meyrick, 1915
- Stenoma semisignella  Walker, 1864
- Stenoma seppiana  Cramer, 1782
- Stenoma sequestra  Meyrick, 1918
- Stenoma sericata  Butler, 1877
- Stenoma sesquitertia  Zeller, 1854
- Stenoma simplex  Busck, 1914
- Stenoma simulatrix  Meyrick, 1914
- Stenoma sinuata  Fabricius, 1798
- Stenoma siraphora  Meyrick, 1915
- Stenoma solella  Walker, 1864
- Stenoma sommerella  Zeller, 1877
- Stenoma spectrophthalma  Meyrick, 1932
- Stenoma sperata  Busck, 1911
- Stenoma spermidias  Meyrick, 1932
- Stenoma sphragidopis  Meyrick, 1915
- Stenoma spodinopis  Meyrick, 1931
- Stenoma stabilis  Butler, 1882
- Stenoma stephanodes Meyrick, 1931
- Stenoma sterrhomitra  Meyrick, 1925
- Stenoma stigmatias  Walsingham, 1913
- Stenoma stolida  Meyrick, 1911
- Stenoma straminella  Walker, 1864
- Stenoma strenuella  Walker, 1864
- Stenoma striatella  Busck, 1914
- Stenoma strigivenata  Butler, 1882
- Stenoma strophalodes  Meyrick, 1915
- Stenoma stupefacta  Meyrick, 1916
- Stenoma stygeropa  Meyrick, 1925
- Stenoma stylonota  Meyrick, 1915
- Stenoma subdulcis  Meyrick, 1925
- Stenoma subita  Meyrick, 1925
- Stenoma sublimbata  Zeller, 1877
- Stenoma sublunaris  Meyrick, 1930
- Stenoma submersa  Meyrick, 1915
- Stenoma subnotatella  Walker, 1864
- Stenoma succinctella  Walker, 1864
- Stenoma suffumigata  Walsingham, 1897
- Stenoma surinamella  Möschler, 1882
- Stenoma sustentata  Meyrick, 1926
- Stenoma symmicta  Walsingham, 1913
- Stenoma symphonica  Meyrick, 1916
- Stenoma syndicastis  Meyrick, 1929
- Stenoma syngraphopis  Meyrick, 1930
- Stenoma tabida  Butler, 1882
- Stenoma tectella  Walker, 1864
- Stenoma tectoria  Meyrick, 1915
- Stenoma tempestiva  Meyrick, 1916
- Stenoma tenera  Zeller, 1854
- Stenoma tephrodesma  Meyrick, 1916
- Stenoma tetrabola  Meyrick, 1913
- Stenoma tetragonella  Walker, 1864
- Stenoma tetrapetra  Meyrick, 1925
- Stenoma thaleropa  Meyrick, 1916
- Stenoma thespia  Meyrick, 1915
- Stenoma tholodes  Meyrick, 1915
- Stenoma thologramma  Meyrick, 1932
- Stenoma thoristes  Busck, 1911
- Stenoma thylacandra  Meyrick, 1915
- Stenoma thylacosaris  Meyrick, 1915
- Stenoma thymiota  Meyrick, 1915
- Stenoma thysanodes  Meyrick, 1915
- Stenoma tinactis  Meyrick, 1915
- Stenoma tinctipennis  Butler, 1882
- Stenoma tolmeta  Walsingham, 1912
- Stenoma torophragma  Meyrick, 1915
- Stenoma tremulella  Walker, 1864
- Stenoma triacmopa  Meyrick, 1931
- Stenoma tribomias  Meyrick, 1915
- Stenoma tricapsis  Meyrick, 1930
- Stenoma tricharacta  Meyrick, 1925
- Stenoma trichocolpa  Meyrick, 1915
- Stenoma trichoneura  Meyrick, 1913
- Stenoma trichorda  Meyrick, 1912
- Stenoma trilineata  Butler, 1882
- Stenoma triplectra  Meyrick, 1915
- Stenoma tripustulata  Zeller, 1854
- Stenoma tripustulella  Walker, 1864
- Stenoma trirecta  Meyrick, 1931
- Stenoma trochistis  Meyrick, 1916
- Stenoma trymalopa  Meyrick, 1925
- Stenoma tumens  Meyrick, 1916
- Stenoma tumulata  Meyrick, 1916
- Stenoma tyrocrossa  Meyrick, 1925
- Stenoma tyroxesta  Meyrick, 1925
- Stenoma ulosema  Meyrick, 1930
- Stenoma umbriferella  Walker, 1864
- Stenoma umbrinervis  Meyrick, 1930
- Stenoma uncticoma  Meyrick, 1916
- Stenoma unguentata  Meyrick, 1930
- Stenoma unisecta  Meyrick, 1930
- Stenoma unisignis  Meyrick, 1932
- Stenoma uranophanes  Meyrick, 1931
- Stenoma urbana  Butler, 1882
- Stenoma uruguayensis  Berg, 1885
- Stenoma vacans  Meyrick, 1916
- Stenoma vaccula  Walsingham, 1913
- Stenoma vaga  Butler, 1882
- Stenoma vannifera  Meyrick, 1915
- Stenoma vapida  Butler, 1882
- Stenoma vasifera  Meyrick, 1925
- Stenoma venosella  Walker, 1864
- Stenoma ventilatrix  Meyrick, 1916
- Stenoma vexata  Meyrick, 1915
- Stenoma vinifera  Meyrick, 1915
- Stenoma virginalis  Butler, 1882
- Stenoma viridiceps  Felder & Rogenhofer, 1875
- Stenoma vita  Busck, 1911
- Stenoma vitreola  Meyrick, 1925
- Stenoma volitans  Meyrick, 1925
- Stenoma xanthobyrsa  Meyrick, 1915
- Stenoma xanthopetala  Meyrick, 1931
- Stenoma xanthophaeella  Walker, 1864
- Stenoma xylinopa  Meyrick, 1925
- Stenoma xylograpta  Meyrick, 1931
- Stenoma xylurga  Meyrick, 1913
- Stenoma ybyrajubu  Becker, 1971
- Stenoma zanclogramma  Meyrick, 1915
- Stenoma zephyritis  Meyrick, 1925
- Stenoma zobeida  Meyrick, 1931